# Пауэрс, Том
Том Пауэрс (англ. Tom Powers), полное имя Томас Макрири Пауэрс (англ. Thomas McCreery Powers; 7 июля 1890 года — 9 ноября 1955 года) — американский актёр театра, кино, радио и телевидения, наиболее известный своими ролями в театре в 1920-30-х годах и киноролями в 1940-50-х годах.
В 1920-30-е годы Пауэрс сыграл в таких значимых бродвейских спектаклях, как «Дикая утка» (1925), «Оружие и человек» (1925-26), «Андрокл и лев» (1925-26), «Странная интерлюдия» (1928-29), «Конец лета» (1936), «Юлий Цезарь» (1938) и «Три сестры» (1942-43).
Перейдя в 1944 году в кино, Пауэрс отметился ролями в таких памятных картинах, как «Двойная страховка» (1944), «Синий георгин» (1946), «Мне не поверят» (1947), «Ангел и негодяй» (1947), «Дочь фермера» (1947), «Место назначения — Луна» (1950), «Высокая цель» (1951), «Криминальная полоса в прессе США» (1952), «Телефонный звонок от незнакомца» (1952) и «Юлий Цезарь» (1953).

## Ранние годы и начало карьеры
Том Пауэрс родился 7 июля 1890 года в Оуэнсборо, Кентукки, в семье банкира. С трёх лет он занимался в балетной школе, а в 16 лет поступил в Американскую академию драматических искусств. В течение десяти лет Пауэрс работал в театре пантомимы, а в 1911—1917 годах был звездой немых короткометражек студии Vitagraph, сыграв за этот период более чем в 70 фильмах.

## Карьера на бродвейской сцене в 1916—1943 годах
Как указывает историк кино Хэл Эриксон, «Пауэрс был крепкой бродвейской звездой задолго до того, как начал карьеру в звуковом кино». Он дебютировал на Бродвее в 1916 году, сыграв Уильяма Бута в спектакле «Мистер Лазарус» (1916), после чего до 1920 года появился ещё в двух недолговечных спектаклях. В период 1920—1924 годов он сыграл в восьми спектаклях, среди которых были три комедии и мюзикл. Начиная с 1925 года, Пауэрс имел роли в таких престижных бродвейских постановках, как драма «Дикая утка» (1925) по пьесе Ибсена, комедия «Оружие и человек» (1925-26) по Бернарду Шоу, комедия «Андрокл и лев» (1925-26), также по Шоу в театре Guild. В 1926—1927 годах последовало ещё три спектакля, из них три комедии, включая комедию «К лучшему или худшему» (1927), где Пауэрс выступил в качестве постановщика. 

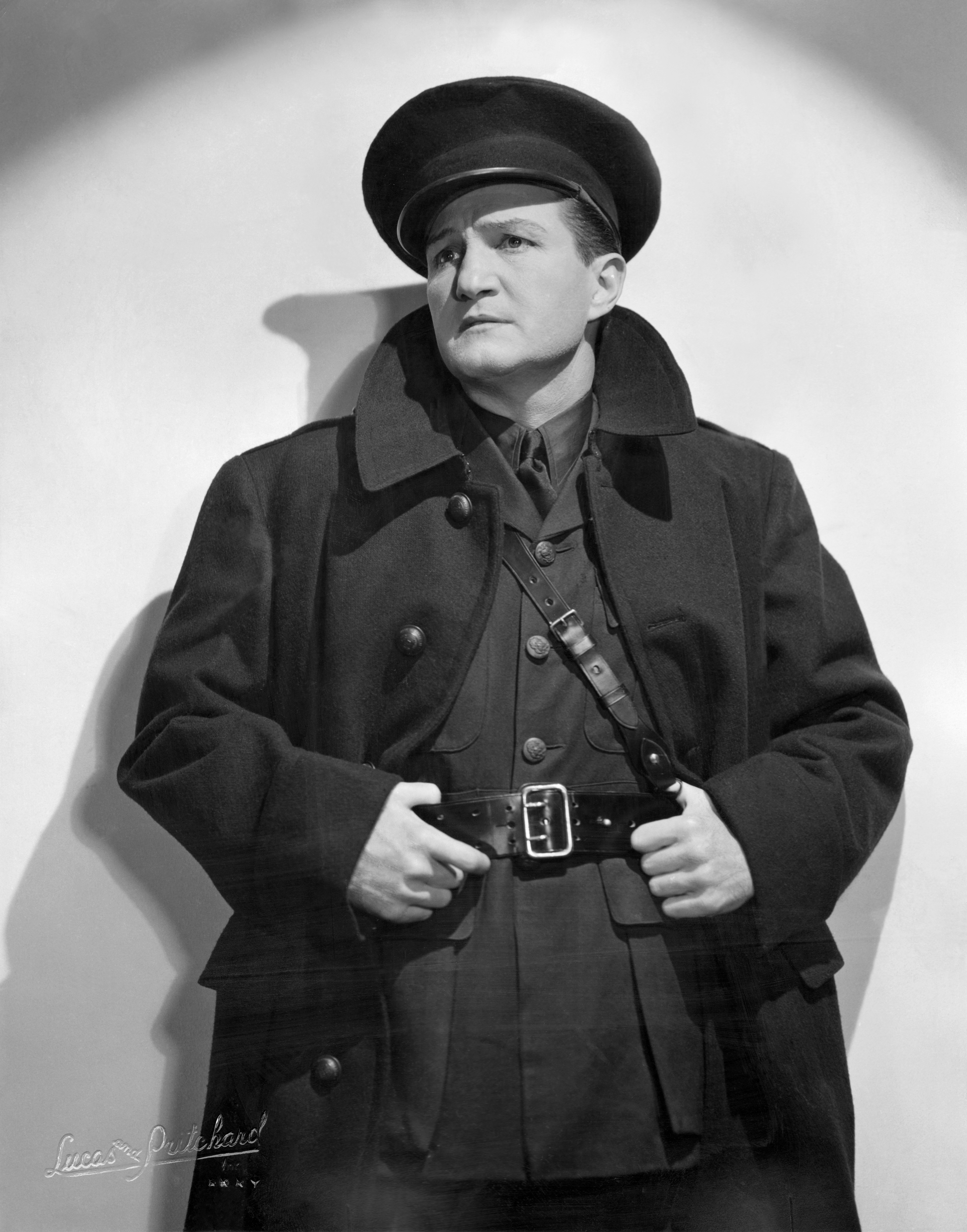
Том Пауэрс в роли Брута в спектакле «Юлий Цезарь» (1938)

В 1928—1929 годах Пауэрс исполнял роль Чарльза Марсдена в престижной постановке театра Guild «Странная интерлюдия» по пьесе Юджина О’Нила, которая выдержала 426 представлений.
В 1930—1931 годах Пауэрс сыграл в трёх спектаклях, включая комедию Шоу «Тележка с яблоками» (1930) в театре Guild. В 1934 году у него были роли в двух спектаклях, кроме того он написал и поставил пьесу «Свадебное одеяло». Наконец, в 1935—1939 годах последовали роли ещё в семи бродвейских постановках, включая достаточно успешную «Конец лета» (1936) в театре Guild, которая выдержала 153 представления. В 1938 году Пауэрс сменил Орсона Уэллса в роли Марка Брута в авангардной постановке шекспировской пьесы «Юлий Цезарь», где актёры играли в современных костюмах. Это была первая постановка возглавляемого Уэллсом театра Mercury Theatre на бродвейской сцене. В 1940-45 годах Пауэрс сыграл ещё в пяти постановках, его последней значимой ролью на Бродвее стала роль Кулыгина в спектакле по пьесе Чехова «Три сестры» (1942-43), которая выдержала 123 представления.

## Карьера в кино в 1944—1956 годах
Как отмечает Эриксон, «если не считать вспышки активности на студии Vitagraph в 1910-х годах, Пауэрс практически не уделял внимания кино, пока его не пригласили на роль жертвы убийства в фильме нуар „Двойная страховка“ (1944)». 

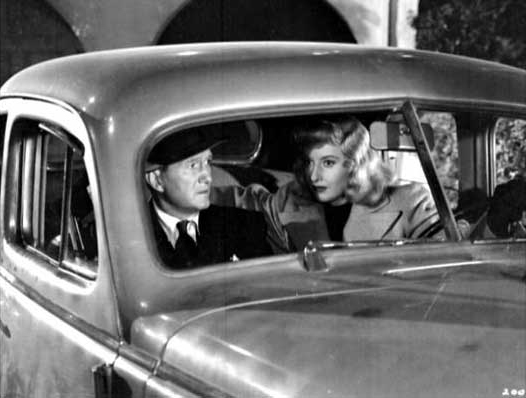
Том Пауэрс и Барбара Стэнвик в фильме «Двойная страховка» (1944)

Современный историк кино Роб Никсон назвал этот фильм «хладнокровным, жестоким, стильным и полным чёрного юмора», далее отметив, что он был «одной из вершин кинематографа 1940-х годов и одним из лучших образцов нуарового жанра, оказывав влияние на последующее развитие кино своей картинкой, общим подходом и построением истории… Без сомнения, фильм установил стандарт для этого особого послевоенного жанра, показывая мрачный, ночной урбанистический мир обмана и предательства с характерными обменами крутыми репликами, порочными персонажами и обязательной роковой женщиной, которая ведёт свою охоту, используя примитивные побуждения простого человека, который жаждет секса и богатства». Фильм был номинирован на семь премий «Оскар», в том числе, в категориях «лучший фильм», «лучший режиссёр» (Билли Уайлдер), «лучший сценарий», «лучшая операторская работа» и «лучшая актриса в главной роли» (Барбара Стэнвик).
Дебют в таком успешном фильме позволил Пауэрсу получать роли во многих фильмах на протяжении 1940-х годов. Так, в 1944 году он сыграл командира главного героя (Фред Макмюррей) в военной комедии «Почти твоя» (1944), затем последовали роли в криминальной мелодраме «Парень из Чикаго» (1945), комедии «Её отважная ночь» (1946) и приключенческой ленте «Два года на палубе» (1946) с Аланом Лэддом, которые, однако, не обратили на себя особого внимания. Значительно более успешными были комедия «Дочь фермера» (1947) с Лореттой Янг (за эту роль актриса была удостоена «Оскара») и вестерн с Джоном Уэйном «Ангел и негодяй» (1947). Наиболее значимыми картинами Пауэрса в 1948 году стали ироническая мелодрама «Время твоей жизни» (1948) с Джеймсом Кэгни, музыкальная комедия «В Центральном парке» (1948) с Диной Дурбин и вестерн «Станция Запад» (1948) с Диком Пауэллом, а также комедия «Мексиканская прогулка» (1948) с Бадом Эбботтом и Лу Костелло.
В период с 1946 по 1955 год Пауэрс внёс заметный вклад в жанр фильм нуар, исполнив небольшие, но значимые роли не менее чем в пятнадцати фильмах этого жанра. В частности, в картине «Синий георгин» (1946) он сыграл капитана, который расследует загадочное убийство неверной жены вернувшегося с войны офицера (Алан Лэдд). На следующий год в ленте «Мне не поверят» (1947) он был руководителем успешной брокерской компании, долю в которой покупает мужу (Роберт Янг) его богатая жена, чтобы его остановить измены. В фильме «Я люблю трудности» (1948) Пауэрс был крупным предпринимателем мистером Джонстоном, который нанимает частного детектива Бейли (Франшо Тоун), чтобы тот выяснил прошлое его жены. Однако в итоге детектив выясняет, что Джонстон сам убил свою жену из корысти, намереваясь свалить убийство на Бейли. В картине «Место преступления» (1949) Пауэрс сыграл небольшую роль преступного авторитета, сделавшего капитал на бутлегерстве и незаконных азартных играх, который предлагает полицейскому детективу крупный гонорар, если тот сообщит ему имена налётчиков на его сбытовые точки. В 1951 году в фильме «Колодец» Пауэрс был мэром охваченного расовыми волнениями небольшого американского городка, а в фильме «Стрип» (1951) был детективом, ведущим расследование таинственного убийства гангстера и ранения молодой певицы, в которых подозревается барабанщик оркестра (Микки Руни). В нуаровом триллере «Стальная ловушка» (1952) Пауэрс сыграл небольшую роль турагента, который пытается нажиться на тяжёлом положении главного героя (Джозеф Коттен), продавая ему билеты по завышенной цене. Наконец, в фильме «Секреты Нью-Йорка» (1955) он создал образ окружного прокурора, который начинает борьбу с крупнейшим мафиозным синдикатом Нью-Йорка. Кроме этого, Пауэрс сыграл менее значимые роли в фильмах нуар «Чикагский предел» (1949) с Аланом Лэддом, «Суд — это я» (1953) по роману Микки Спиллейна и «Двойная опасность» (1955).
Как пишет Эриксон, в начале 1950-х годов Пауэрс продолжал работать на студии 20th Century Fox, сыграв небольшие роли (часто без указания в титрах) в таких фильмах, как научно-фантастические ленты «Место назначения — Луна» (1950) и «Мозг Донована» (1953), газетная нуаровая драма «Криминальная полоса в прессе США» (1952) с Хамфри Богартом в главной роли, романтическая комедия «Мы не женаты» (1952) с Мерилин Монро, нуаровая мелодрама «Телефонный звонок от незнакомца» (1952) с Бетт Дейвис, нуаровый триллер «Дипкурьер» (1952) с Тайроном Пауэром и вестерн «Горизонты Запада» (1952) с Робертом Райаном, а также комедия с Дином Мартиным «Напуганные до смерти» (1953). По мнению автора статьи в «Нью-Йорк Таймс», «лучшей работой Пауэрса в Голливуде считается роль Маталлуса Кимбера в исторической картине по трагедии Шекспира „Юлий Цезарь“ (1953)». Его последним фильмом стал вестерн с Гленном Фордом «Американец» (1955).

## Карьера на телевидении
Начиная с 1951 года и вплоть до своей смерти Пауэрс сыграл более чем в десятке телесериалов и программ, среди них «Одинокий рейнджер» (1951), «Театр у камина» (1951-55), «Приключения Оззи и Харриетт» (1953), «Приключения Супермена» (1954), «Мэр города» (1954), «Театр Четырёх звёзд» (1955) и «Кульминация» (1955).

## Актёрское амплуа и оценка творчества
За свою кинокарьеру Пауэрс сыграл более чем 80 кино- и телеролях, «обычно играя бизнесменов среднего возраста, военных, офицеров полиции», детективов и других представителей власти.

## Литературная деятельность
В 1935 году Пауэрс читал на радио собственную поэзию. В 1939—1940 годах он опубликовал две книги рассказов и написал четыре пьесы, а в 1945—1946 годах — два романа. Пауэрс также издал книгу мемуаров «Он знал их всех», которая стала бестселлером.

## Личная жизнь
В 1929 году Пауэрс женился на Мете Мюррей Джэнни, с которой прожил до своей смерти.

## Смерть
Пауэрс умер от сердечного приступа в своём доме в Манхэттен-Бич, Калифорния, 9 ноября 1955 года, в возрасте 65 лет.

## Фильмография

### Звуковое кино
| Год       |   | Русское название                      | Оригинальное название               | Роль                                                |
| --------- | - | ------------------------------------- | ----------------------------------- | --------------------------------------------------- |
| 1944      | ф | Двойная страховка                     | Double Indemnity                    | мистер Дитрихсон                                    |
| 1944      | ф | Почти твоя                            | Practically Yours                   | коммандер Гарри Харп                                |
| 1945      | ф | Призрак говорит                       | The Phantom Speaks                  | Харви Богардус                                      |
| 1945      | ф | Парень из Чикаго                      | The Chicago Kid                     | Майк Тёрбер                                         |
| 1946      | ф | Два года на палубе                    | Two Years Before the Mast           | Белламер                                            |
| 1946      | ф | Синий георгин                         | The Blue Dahlia                     | капитан Хендриксон                                  |
| 1946      | ф | Её отважная ночь                      | Her Adventurous Night               | Дэн Картер                                          |
| 1946      | ф | Последняя преступная миля             | The Last Crooked Mile               | Флойд Сорелсон                                      |
| 1947      | ф | Ангел и негодяй                       | Angel and the Badman                | доктор Манграм                                      |
| 1947      | ф | Дочь фермера                          | The Farmer's Daughter               | Хай Нордик                                          |
| 1947      | ф | Ради любви к Расти                    | For the Love of Rusty               | Хью Митчелл                                         |
| 1947      | ф | Мне не поверят                        | They Won't Believe Me               | Трентон                                             |
| 1947      | ф | Сын Расти                             | The Son of Rusty                    | Хью Митчелл                                         |
| 1948      | ф | Я люблю трудности                     | I Love Trouble                      | Ральф Джонстон                                      |
| 1948      | ф | В Центральном парке                   | Up in Central Park                  | Роган                                               |
| 1948      | ф | Время твоей жизни                     | The Time of Your Life               | Фредди Блик                                         |
| 1948      | ф | Станция Вест                          | Station West                        | капитан Айлз                                        |
| 1948      | ф | Ангел в изгнании                      | Angel in Exile                      | начальник тюрьмы                                    |
| 1948      | ф | Мексиканская прогулка                 | Mexican Hayride                     | Эд Мейсон                                           |
| 1948      | ф | Прикосновение бархата                 | The Velvet Touch                    | детектив (в титрах не указан)                       |
| 1949      | ф | Специальный агент                     | Special Agent                       | главный специальный агент Уилкокс                   |
| 1949      | ф | Место преступления                    | Scene of the Crime                  | судья Менофоу                                       |
| 1949      | ф | Чикагский предел                      | Chicago Deadline                    | Гленн Ховард                                        |
| 1949      | ф | Чайнатаун в полночь                   | Chinatown at Midnight               | капитан Говард Браун                                |
| 1949      | ф | Ист-Сайд, Вест-Сайд                   | East Side, West Side                | Оуэн Ли                                             |
| 1950      | ф | Невадец                               | The Nevadan                         | Билл Мартин                                         |
| 1950      | ф | Место назначения — Луна               | Destination Moon                    | генерал Тейер                                       |
| 1950      | ф | Прямой удар справа                    | Right Cross                         | Том Бэлфорд                                         |
| 1950      | ф | Снова… первопроходцы                  | Again... Pioneers                   | Кен Килер                                           |
| 1951      | ф | Сражающаяся береговая охрана          | Fighting Coast Guard                | адмирал Райан                                       |
| 1951      | ф | Колодец                               | The Well                            | Джим, мэр                                           |
| 1951      | ф | Стрип                                 | The Strip                           | детектив, лейтенант Боннабел                        |
| 1951      | ф | Высокая мишень                        | The Tall Target                     | Саймон Г. Страуд (в титрах не указан)               |
| 1951      | с | Одинокий рейнджер                     | The Lone Ranger                     | маршал                                              |
| 1951      | с | Звёзды над Голливудом                 | Stars Over Hollywood                |                                                     |
| 1951—1955 | с | Театр у камина (8 эпизодов)           | Fireside Theatre                    | разные роли                                         |
| 1952      | ф | Криминальная полоса в прессе США      | Deadline U.S.A.                     | Эндрю Уортон (в титрах не указан)                   |
| 1952      | ф | Дипкурьер                             | Diplomatic Courier                  | Черни (в титрах не указан)                          |
| 1952      | ф | Телефонный звонок от незнакомца       | Phone Call From a Stranger          | доктор Фернвуд (в титрах не указан)                 |
| 1952      | ф | Женский военный корпус из Валла-Валла | The WAC from Walla Walla            | генерал                                             |
| 1952      | ф | Мы не женаты                          | We’re Not married!                  | генеральный прокурор Фрэнк Буш (в титрах не указан) |
| 1952      | ф | Плоть и ярость                        | Flesh and Fury                      | Энди Рэндольф                                       |
| 1952      | ф | Восхитительная сеньорита              | The Fabulous Senorita               | Дилейни                                             |
| 1952      | ф | Работа для реактивного самолёта       | Jet Job                             | Оскар Коллинз                                       |
| 1952      | ф | Денвер и Рио Гранде                   | Denver and Rio Grande               | Слоун                                               |
| 1952      | ф | Бал Табарин                           | Bal Tabarin                         | Эдди Мендиес                                        |
| 1952      | ф | Горизонты Запада                      | Horizons West                       | Фрэнк Тарлетон                                      |
| 1952      | ф | Стальная ловушка                      | The Steel Trap                      | Валькурт, туристический агент                       |
| 1952      | ф | Снайпер                               | The Marksman                        | лейтенант-губернатор Уотсон                         |
| 1952      | с | Отряд                                 | Racket Squad                        |                                                     |
| 1952      | с | Витрина вашего ювелира                | Your Jeweler's Showcase             |                                                     |
| 1953      | ф | Юлий Цезарь                           | Julius Caesar                       | Маталлус Кимбер                                     |
| 1953      | ф | Последний отряд                       | The Last Posse                      | Фрэнк Уайт                                          |
| 1953      | ф | Суд – это я                           | I, the Jury                         | Милт Миллер                                         |
| 1953      | ф | Мозг Донована                         | Donovan's Brain                     | вашингтонский советник Донована                     |
| 1953      | ф | Море пропавших кораблей               | Sea of Lost Ships                   | вице-адмирал                                        |
| 1953      | ф | Ханна Ли: американская простушка      | Hannah Lee: An American Primitive   | шериф                                               |
| 1953      | ф | Каньон дьявола                        | Devil's Canyon                      | Джо Холберт (в титрах не указан)                    |
| 1953      | ф | Напуганные до смерти                  | Scared Stiff                        | лейтенант полиции (в титрах не указан)              |
| 1953      | с | Приключения Оззи и Харриет            | The Adventures of Ozzie and Harriet | мистер Хопкинс                                      |
| 1953      | с | Голливудская премьера                 | Hollywood Opening Night             |                                                     |
| 1953—1955 | с | Видеотеатр от «Люкс» (4 эпизода)      | Lux Video Theatre                   | разные роли                                         |
| 1954      | ф | Безумный фокусник                     | The Mad Magician                    | инспектор (в титрах не указан)                      |
| 1954      | ф | Счастливый я                          | Lucky Me                            | Тейер Крони (в титрах не указан)                    |
| 1954      | с | Приключения Супермена                 | Adventures of Superman              | железнодорожный чиновник                            |
| 1954      | с | Театр от «Дженерал Электрик»          | General Electric Theater            | Старк                                               |
| 1954      | с | Знакомьтесь с мистером Макнатли       | Meet Mr. McNutley                   |                                                     |
| 1954      | с | Одинокий волк (2 эпизода)             | The Lone Wolf                       | Карл Олсен / Том Стил                               |
| 1954      | с | Мэр города (4 эпизода)                | Mayor of the Town                   | Джейкобс                                            |
| 1955      | ф | Американец                            | The Americano                       | Джим Роджерс                                        |
| 1955      | ф | Десять разыскиваемых мужчин           | Ten Wanted Men                      | Генри Грин                                          |
| 1955      | ф | Секреты Нью-Йорка                     | New York Confidential               | окружной прокурор Росси                             |
| 1955      | ф | Двойная опасность                     | Double Jeopardy                     | Гарри Шелдон                                        |
| 1955      | ф | Вечное море                           | The Eternal Sea                     | генерал (в титрах не указан)                        |
| 1955      | с | Театр четырёх звёзд                   | Four Star Playhouse                 | генерал Винсент                                     |
| 1955      | с | Большой город                         | Big Town                            | Хэмптон Норрис                                      |
| 1955      | с | Кульминация (2 эпизода)               | Climax!                             |                                                     |
| 1956      | ф | Пробивной человек                     | The Go-Getter                       | деловой партнёр Миллера                             |
| 1956      | с | Час «Двадцатого века Фокс»            | The 20th Century-Fox Hour           | доктор Фернвуд                                      |
| 1956      | с | Кавалькада Америки                    | Cavalcade of America                | доктор Вилкесон                                     |
| 1957      | с | Паника                                | Panic!                              | начальник тюрьмы                                    |
| 1957      | с | Кристоферы                            | The Christophers                    | доктор Хоу                                          |